# Xavier Le Floch
Xavier Le Floch (Gourin, 11 april 1973) is een Franse triatleet. Hij won twee bronzen medailles op het wereldkampioenschap triatlon op de lange afstand. In 2007 won hij zilver op het WK triatlon op de lange afstand in Lorient met een tijd van 3:36.19 achter zijn landgenoot Julien Loy (3:30.11) en voor zijn landgenoot Sebastien Berlier (3:36.41).  

## Clubs
- Quimper 1993 - 1994
- Rennes 1994 - 2001
- Greoux les bains 2002 - 2003
- Lorient 2004 - 2005
- Aix en Provence 2006 - heden

## Belangrijke prestaties

### triatlon
- 1999: 16e WK lange afstand in Säter - 5:59.09
- 1999: 4e triatlon Nice
- 2001: 9e WK lange afstand in Fredericia - 8:36.33
- 2002: 6e Ironman New Zealand
- 2002: 13e WK lange afstand in Nice - 6:34.30
- 2002: 14e Ironman Hawaï - 8:54.27
- 2003:  WK lange afstand op Ibiza - 5:58.59
- 2003: 14e Ironman Hawaï - 8:41.18
- 2004: 4e Ironman 70.3 UK
- 2004: 4e WK lange afstand in Säter - 5:51.35
- 2005:  WK lange afstand in Fredericia - 5:41.53
- 2005:  Ironman South Africa - 8:37.38
- 2005: 17e Ironman Hawaï - 8:39.16
- 2006: 4e Franse kampioenschappen bij Gardameer (6e overall)
- 2006: 5e Embrunman
- 2006:  Halve Ironman Lissabon
- 2007:  WK lange afstand in Lorient - 3:36.19
- 2007:  Ironman Malaysia - 8:43.52
- 2007: DNF Ironman Hawaï
- 2008: 10e Ironman France - 9:12.49
- 2008:  Embrunman - 10:06.36
- 2008:  EK lange afstand in Gérardmer - 7:24.30